# 달서구청장
달서구청장은 대구광역시 달서구의 구청장이다.

## 역대 달서구청장
| 대수     | 구청장 | 임기                               | 비고                  |
| -------- | ------ | ---------------------------------- | --------------------- |
| 초대     | 김긍호 | 1988년 1월 1일 ~ 1988년 6월 10일   | 대구직할시 달서구청장 |
| 2대      | 이희태 | 1988년 6월 11일 ~ 1989년 1월 12일  | 대구직할시 달서구청장 |
| 3대      | 신태수 | 1989년 1월 13일 ~ 1989년 12월 27일 | 대구직할시 달서구청장 |
| 4대      | 서엽   | 1989년 12월 28일 ~ 1991년 6월 30일 | 대구직할시 달서구청장 |
| 5대      | 장긍표 | 1991년 7월 16일 ~ 1993년 3월 30일  | 대구직할시 달서구청장 |
| 6대      | 황대현 | 1993년 3월 31일 ~ 1994년 12월 30일 | 대구직할시 달서구청장 |
| 7대      | 양영구 | 1995년 1월 6일 ~ 1995년 6월 30일   | 대구광역시 달서구청장 |
| 8대      | 황대현 | 1995년 7월 1일 ~ 1998년 6월 30일   | 민선1기               |
| 9대      | 황대현 | 1998년 7월 1일 ~ 2002년 6월 30일   | 민선2기               |
| 10대     | 황대현 | 2002년 7월 1일 ~ 2005년 9월 9일    | 민선3기               |
| 직무대리 | 곽대훈 | 2005년 9월 10일 ~ 2006년 3월 3일   | 민선3기               |
| 직무대리 | 이진근 | 2006년 3월 3일 ~ 2006년 6월 30일   | 민선3기               |
| 11대     | 곽대훈 | 2006년 7월 1일 ~ 2010년 6월 30일   | 민선4기               |
| 12대     | 곽대훈 | 2010년 7월 1일 ~ 2014년 6월 30일   | 민선5기               |
| 13대     | 곽대훈 | 2014년 7월 1일 ~ 2015년 12월 4일   | 민선6기               |
| 직무대리 | 정원재 | 2015년 12월 4일 ~ 2016년 4월 13일  | 민선6기               |
| 14대     | 이태훈 | 2016년 4월 14일 ~ 2018년 6월 30일  | 민선6기               |
| 15대     | 이태훈 | 2018년 7월 1일 ~ 2022년 6월 30일   | 민선7기               |
| 16대     | 이태훈 | 2022년 7월 1일 ~                   | 민선8기               |

## 같이 보기
- 달서구청장 선거